# Chlístovice
Obec Chlístovice (německy Chlistowitz) se nachází asi 15 km od Kutné Hory v okrese Kutná Hora ve Středočeském kraji. Žije zde 765 obyvatel. Obcí protéká Chlístovický potok, který je levostranným přítokem říčky Vrchlice.

## Historie
První písemná zmínka o obci pochází z roku 1359. Poblíž obce se nachází zřícenina hradu Sion, který byl posledním místem odporu Jana Roháče z Dubé.
Dne 25. dubna 2018 bylo schváleno usnesením výboru pro vědu, vzdělání, kulturu, mládež a tělovýchovu udělení znaku a vlajky obce.

### Územněsprávní začlenění
Dějiny územněsprávního začleňování zahrnují období od roku 1850 do současnosti. V chronologickém přehledu je uvedena územně administrativní příslušnost obce v roce, kdy ke změně došlo:
- 1850 země česká, kraj Pardubice, politický i soudní okres Kutná Hora[5]
- 1855 země česká, kraj Čáslav, soudní okres Kutná Hora
- 1868 země česká, politický i soudní okres Kutná Hora
- 1939 země česká, Oberlandrat Kolín, politický i soudní okres Kutná Hora[6]
- 1942 země česká, Oberlandrat Praha, politický i soudní okres Kutná Hora[7]
- 1945 země česká, správní i soudní okres Kutná Hora[8]
- 1949 Pražský kraj, okres Kutná Hora[9]
- 1960 Středočeský kraj, okres Kutná Hora
- 2003 Středočeský kraj, obec s rozšířenou působností Kutná Hora

### Rok 1932
V obci Chlístovice (403 obyvatel) byly v roce 1932 evidovány tyto živnosti a obchody: cihelna, obchod s dobytkem, družstvo pro rozvod elektrické energie v Chlístovicích, 3 hostince, kovář, krejčí, mlýn, 3 obuvníci, pekař, 3 obchody se smíšeným zbožím, spořitelní a záložní spolek pro Chlístovice, 2 trafiky, truhlář.
Ve vsi Kralice (přísl. Svatý Ján též Krsovice, Kraličky, 358 obyvatel, samostatná ves se později stala součástí Chlístovic) byly v roce 1932 evidovány tyto živnosti a obchody: družstvo pro rozvod elektrické energie v Kralicích, hostinec, kovář, 2 krejčí, 2 obuvníci, pekař, porodní asistentka, 2 obchody se smíšeným zbožím, spořitelní a záložní spolek pro Kralice, 2 trafiky, 2 truhláři.
V obci Zdeslavice u Malešova (154 obyvatel, četnická stanice, samostatná obec se později stala součástí Chlístovic) byly v roce 1932 evidovány tyto živnosti a obchody: obchod s dřívím, družstvo pro rozvod elektrické energie ve Zdeslavicích, hostinec, kovář, krejčí, trafika, truhlář, velkostatek.
V obci Žandov (přísl. Pivnisko, 509 obyvatel, samostatná obec se později stala součástí Chlístovic) byly v roce 1932 evidovány tyto živnosti a obchody: obchod s dobytkem, 3 hostince, kovář, 2 krejčí, obuvník, pekař, 2 obchody se smíšeným zbožím, obchod se střižním zbožím, 2 trafiky, truhlář.

## Komunální politika
V komunálních volbách v roce 2018 v obci vyhráli komunisté, dle rozhodnutí Krajského soudu v Praze se ale volby musí opakovat, protože došlo k manipulaci hlasů a odevzdané hlasy měli i někteří, kteří při policejním vyšetřování prohlásili, že se voleb nezúčastnili.

## Pamětihodnosti
- zříceniny hradu Sion – archeologické stopy
- kostel sv. Ondřeje
- zvonička
- sýpka

## Části obce
- Chlístovice
- Chroustkov
- Kralice
- Kraličky
- Pivnisko
- Svatý Jan t. Krsovice
- Švábínov
- Vernýřov
- Všesoky
- Zdeslavice
- Žandov

## Doprava
Dopravní síť
- Pozemní komunikace – Do obce vedou silnice III. třídy. Ve vzdálenosti 3 km vede silnice II/126 Kutná Hora - Zbraslavice - Zruč nad Sázavou.

- Železnice – Železniční trať ani stanice na území obce nejsou. Nejblíže obci je železniční zastávka Týniště ve vzdálenosti 2 km ležící na trati 235 mezi Kutnou Horou a Zručí nad Sázavou.

Veřejná doprava 2011
- Autobusová doprava – Z obce vedly autobusové linky např. do těchto cílů : Kutná Hora, Uhlířské Janovice a Zbraslavice (dopravce Veolia Transport Východní Čechy, a. s.).